# Wham! (revue)
Pour l’article homonyme, voir Wham!.
Wham! est une revue de bande dessinée britannique publiée par Odhams Press, elle compte 187 numéros du 20 juin 1964 au 13 janvier 1968, date à laquelle elle a fusionné avec son titre frère « Pow! ».

## Histoire
Créé par le dessinateur Leo Baxendale, Wham! était structuré comme une bande dessinée britannique typique, à l'image de The Beano, mais se distinguait par un humour « nouveau genre, osé et anarchique » qui inspira les bandes dessinées britanniques ultérieures. Le succès initial de Wham! suscita la création de titres frères, Smash! et Pow!, avec une intention similaire ; ceux-ci, à leur tour, menèrent à la création de la ligne Power Comics d'Odhams, proposant des réimpressions d'histoires de super-héros de Marvel Comics américains. Wham! comprenait de courts épisodes des Quatre Fantastiques.
Cependant, avec l'augmentation des coûts, l'inévitable adaptation du contenu a rapproché Wham! des comics qu'il tentait de remplacer. En janvier 1968, Wham! a fusionné avec Pow! pour devenir « Pow! et Wham! » ; ce titre a rapidement fusionné avec Smash!. La ligne Power Comics a disparu fin 1968 (bien que Smash! ait perduré), et, à partir du 1er janvier 1969, IPC Magazines (un autre membre du Mirror Group) a repris la publication des titres Odhams restants.